# Kevin Wehrs
Kevin Wehrs (Plymouth, Minnesota, 1988. április 7. –) amerikai-magyar kettős állampolgárságú, magyar válogatott profi jégkorongozó.

## Pályafutása

### Klubcsapatban
Kevin Wehrs a Cedar Rapids Roughridersben, az amerikai juniorligában, az USHL-ben szereplő csapatban kezdte pályafutását. 2005-ben bajnoki címet szerzett csapatával, őt pedig az All-Star csapatba választották. 2007-től 2011-ig az National Collegiate Athletic Associationban játszott, olyan későbbi NHL-es játékosok csapattársaként, mint Blake Wheeler és Nick Bjugstad. 2011-ben igazolt Európába, a norvég Lillehammer IK csapatához. 2012-től 2014-ig a romániai ASC Corona 2010 Braşov játékosa volt, ahol egyaránt pályára lépett a román bajnokságban és a regionális MOL-ligában. 2014-ben utóbbi sorozatban döntőt játszott és román bajnokságot nyert a Brassóval. 2014 és 2016 között két szezont töltött az Alba Volán Székesfehérvárnál. 2016 júniusában az osztrák EBEL-versenytárshoz, a Villachoz igazolt, majd egy év elteltével az Innsbruck játékosa lett.

### A válogatottban
2016 márciusában kapta meg a magyar állampolgárságot, mad részt vett a 2016-os IIHF jégkorong-világbajnokságon is.